# Höhenmoos (Rohrdorf)
Höhenmoos ist ein Gemeindeteil der Gemeinde Rohrdorf im Landkreis Rosenheim, Regierungsbezirk Oberbayern und eine Gemarkung.

## Geographische Lage

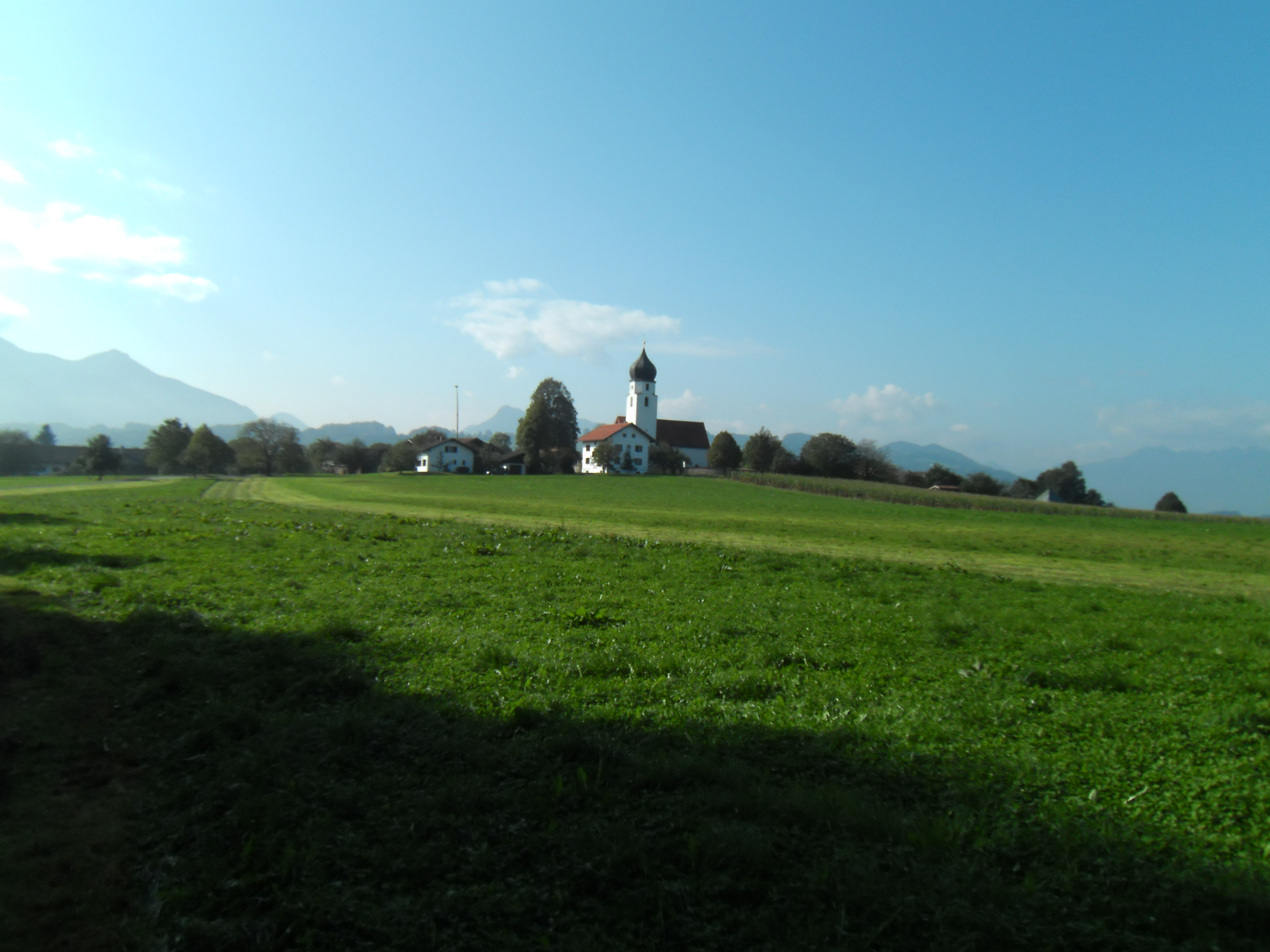
Höhenmoos, von Norden aus gesehen

Dorfmitte von Höhenmoos (April 2020)

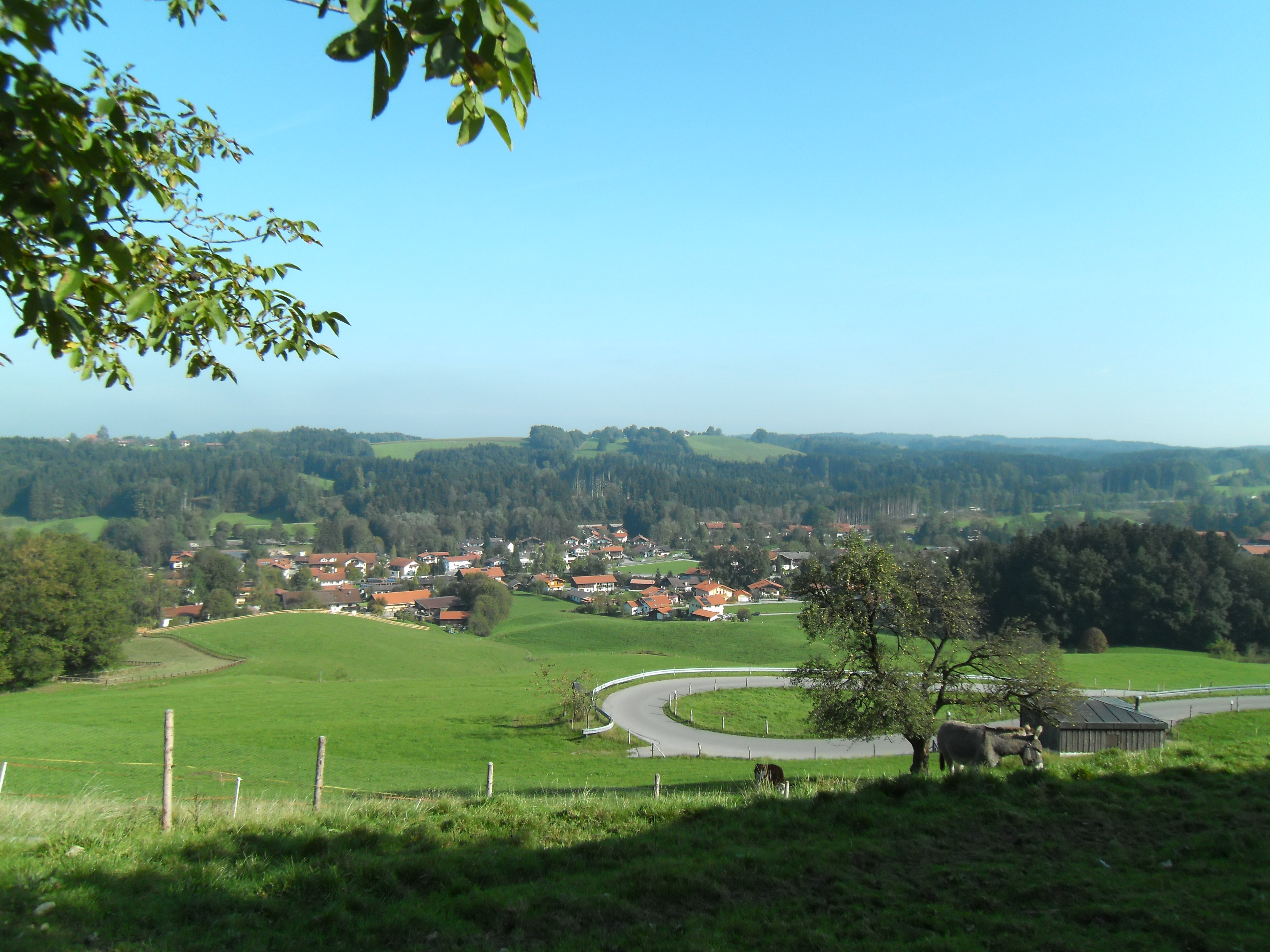
Auf der Gemarkung Höhenmoos liegender Rohrdorfer Ortsteil Achenmühle, von der auf derselben Gemarkung liegenden Wohnstätte Taffenreuth aus gesehen

Rohrdorf liegt im Chiemgauer Voralpenland südöstlich der Stadt Rosenheim östlich des Inns. Höhenmoos liegt auf einer Anhöhe 597 Meter über dem Meeresspiegel etwa 4 km östlich des Dorfkerns von Rohrdorf, südlich des Simssees und nördlich des Rohrdorfer Gemeindeteils Achenmühle.

## Geschichte
Erstmals urkundlich erwähnt wird Höhenmoos 788/790 in der Notitia Arnonis, einer Aufstellung aller Güter und Besitzungen der Kirche Salzburg auf herzoglich-bayerischem Gebiet anlässlich der Eingliederung Bayerns in das Frankenreich Karls des Großen. Darin genannt sind unter zahlreichen anderen Ortschaften auch die beiden Dörfer Rohrdorf und Lauterbach, die seinerzeit bereits Kirchdörfer waren. Die damaligen Ortsbezeichnungen lauteten: Huinmos, Rordorf beziehungsweise Lutrinpah. In dem lateinischen Text wird die Kirche von Höhenmoos als Huinmos ecclesia cum territorio beschrieben, sie befand sich also im Besitz von Ländereien.
Um die Mitte des 18. Jahrhunderts führte die katholische Kirche die Pfarrei unter dem Namen Hechenmoß, und das Kirchspiel gehörte wie der gesamte katholische Kirchenkreis Rosenheim zur Salzburger Diözese. Zwar lautete um die Mitte des 19. Jahrhunderts der offizielle Ortsname Höhenmoos, doch bei der Kirche war für die Pfarrei die Bezeichnung Hechenmoosen weiterhin in Gebrauch.
Am 1. Mai 1978 wurde die bis dahin eigenständige Gemeinde Höhenmoos mit ihrer 6,19 km² großen Gemarkung in die Gemeinde Rohrdorf eingegliedert.

### Gemeindeteile zum Zeitpunkt der Eingemeindung
Auf der Gemarkung Höhenmoos befinden sich folgende Wohnplätze, die vor der Eingemeindung 1978 Gemeindeteile von Höhenmoos waren:
| - Höhenmoos - Achenmühle - Aichen - Buch - Eichwiese | - Entbuch - Eßbaum - Guggenbichl - Hetzenbichl - Hofmühle | - Holling - Loch - Osterkam - Ranhartstetten - Speckbach | - Taffenreuth - Thalham - Ziehen |

### Demographie
| Jahr | Einwohnerzahl | Anmerkungen                                                                |
| ---- | ------------- | -------------------------------------------------------------------------- |
| 1817 | 105           | in 18 Wohngebäuden, gezählt 1817 im Dekanat Söllhuben                      |
| 1824 | 95            | 21 Familien, 18 Häuser, gezählt im Verwaltungsjahr 1823/24 des Isarkreises |
| 1840 | 309           | [ 13 ]                                                                     |
| 1861 | 279           | [ 13 ]                                                                     |
| 1871 | 308           | am 1. Dezember 1871, in 59 Wohngebäuden, ausschließlich Katholiken         |
| 1880 | 322           | [ 13 ]                                                                     |
| 1900 | 367           | [ 13 ]                                                                     |
| 1905 | 416           | [ 13 ]                                                                     |
| 1910 | 414           | am 1. Dezember                                                             |
| 1919 | 444           | [ 13 ]                                                                     |
| 1925 | 487           | [ 13 ]                                                                     |
| 1933 | 462           | [ 16 ]                                                                     |
| 1939 | 516           | , nach anderen Angaben 519 Einwohner                                       |
| 1946 | 769           | Aufnahme von Vertriebenen                                                  |
| 1950 | 782           | [ 13 ]                                                                     |
| 1952 | 723           | [ 13 ]                                                                     |
| 1978 | 808           | am 1. Mai 1978, Zeitpunkt der Eingemeindung                                |

## Verkehr
Von Höhenmoos aus führen Landstraßen nach Rosenheim (11 km), Lauterbach (3 km), Söllhuben (6 km) und Achenmühle (1 km). Höhenmoos hat eine Haltestelle der DB-Omnibuslinie 9493 Roßholzen – Törwang – Lauterbach – Rosenheim und ist Endhaltestelle der DB-Omnibuslinie 9574 Brannenburg – Raubling – Rohrdorf – Höhenmoos. Das Straßennetz ist über den Rohrdorfer Ortsteil Achenmühle an die Bundesautobahn 8 angeschlossen. Über die Autobahn ist München ca. 72 km entfernt, Salzburg 80 km.

## Sehenswürdigkeiten

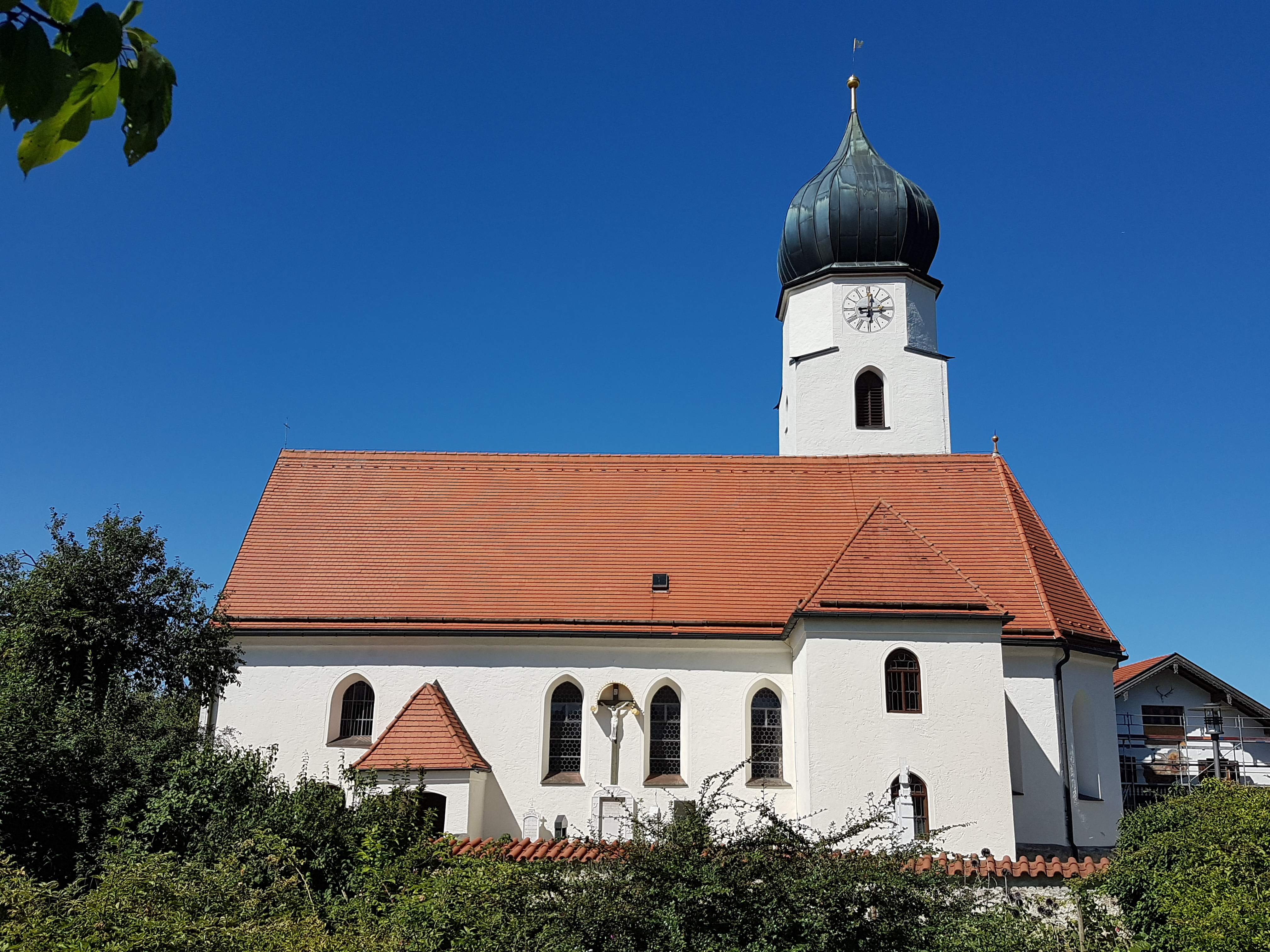
Katholische Kirche St. Peter und Paul

- Katholische Dorfkirche St. Peter und Paul, ein spätgotischer Bau mit Zwiebelturm. Um das Jahr 1737 wurde das Kirchenschiff verlängert und um Mitte des 18. Jahrhunderts der Innenraum barockisiert.[7]
- Vom Kirchhügel aus ist im Bereich der Schulbushaltestelle bei guten Sichtverhältnissen  ein weites Inntalpanorama im Blickfeld, das am Horizont  auch das Siedlungsgebiet um Rosenheim enthält.

## Persönlichkeiten
- Adelheida Unterseher (1898–1945), Steyler Missionsschwester und Märtyrin